# Irene Adler
Irene Adler egy kitalált karakter a Sir Arthur Conan Doyle által írt Sherlock Holmes-történetekben. Egykori operaénekesként és színésznőként szerepelt az 1891 júliusában megjelent Botrány Csehországban című novellában. Adler a Sherlock Holmes-sorozat egyik legfigyelemreméltóbb női karaktere, annak ellenére, hogy csak egy történetben szerepel. Bár gyakorlatilag nem bűnöző, és nincs rosszindulattal Holmes iránt, túljár az eszén, és elkerüli a csapdákat. Sherlock Holmes utólag tisztelettel „a Nő”-ként emlegeti őt.
Az eredeti Doyle-történetben Watson megjegyzi, hogy Holmes nem érdeklődik romantikusan Adler iránt vagy általában a nők iránt, rámutatva, hogy a detektív csak plátói csodálatot tanúsít szellemessége és ravaszsága iránt. Ennek ellenére néhány melléktörténet úgy tünteti fel Adlert, mint aki Holmes iránt romantikusan érdeklődik, vagy mint egy korábbi szerelmet, aki később rendszeresen részt vesz a bűnözésben.

## Kitalált karakter életrajza

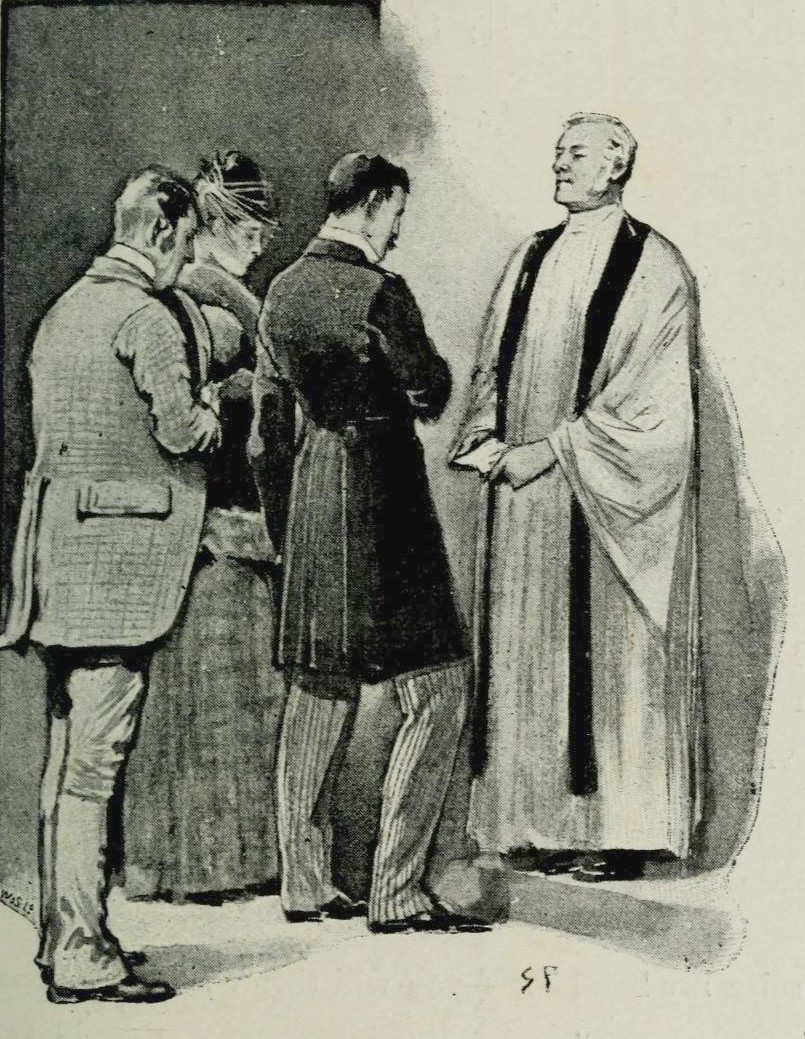
Holmes (álruhában) Irene Adler és Godfrey Norton esküvőjén, Sidney Paget 1891-es illusztrációja

Irene Adler csak a Botrány Csehországban-ban szerepel. Nevét röviden megemlítik Az eltűnt vőlegény, A kék karbunkulus és Az utolsó meghajlás című kötetekben.
A Botrány Csehországban szerint Adler 1858-ban született New Jersey-ben. Az operakarrierben kontraltóként lépett fel az olaszországi milánói La Scala-ban, és a lengyelországi Varsói Császári Opera primadonnájaként szerepel, ami azt jelzi, hogy tehetséges és képzett énekes. Lengyelországban Wilhelm Gottsreich Sigismond von Ormstein, Cassel-Felstein nagyhercege és Cseh király (akkor még csak a koronaherceg) szeretője lesz, aki egy ideig Varsóban tartózkodott. A király úgy írja le, mint „jól ismert kalandvágyónőt” (ezt a kifejezést akkoriban széles körben használták, félreérthetően a "kurtizánnal" kapcsolatban is), akinek "a legszebb női arca és a legelszántabb férfi elméje van." Adler színésznőnek van kiképezve, és gyakran férfinak álcázza magát, hogy „kihasználja az általa nyújtott szabadságot”. Ők ketten titkolják kapcsolatukat, de levelet váltanak, és közös fényképet készítenek, amit Adler őriz. A király visszatér Prágába, míg a húszas évei végén járó Adler visszavonul, és Londonba költözik.
1888-ban a 30 éves király feleségül kívánja venni Clotilde Lothman von Saxe-Meiningent, a skandináv király második lányát. Adler ezt megtudva megígéri, hogyha hivatalosan bejelenti az eljegyzést, elküldi a fényképüket menyasszonya családjának, ami veszélyes cselekedet, mivel a skandináv királyi család botránynak fogja tekinteni, hogy a cseh király szerelmi kapcsolatba került egy színésznővel az alsóbb osztályból. A király ügynököket küld a fénykép visszaszerzésére, de többszöri próbálkozás után is sikertelenül.
Március 20-án a király felkéri a híres nyomozót, Sherlock Holmest, hogy szerezze vissza fényképet. Holmes álruhában nyomon követi Adler minden lépést, és megjegyzi, hogy „egy kedves nő, akinek az arcáért egy férfi meghalhat”. Álcázva rájön, hogy Adler kapcsolatban áll Godfrey Norton angol ügyvéddel, és szemtanúja lesz, amint elhamarkodott házasságot kötnek. Adler meglátja az álcázott Holmest, és megkéri őt, hogy legyen az esküvő hivatalos tanúja, és egy szuverén érmét ad neki az okozott bajért.
Később Holmes idős papnak álcázza magát, és trükkök segítségével bejut Adler otthonába, majd megtudja, hogy hol van elrejtve a fénykép. Elégedetten távozik. Adler arra a következtetésre jut, hogy a pap valóban Holmes, akire figyelmeztették. Fiatal férfinak álcázva magát felkeresi Holmes címét a 221B Baker Street címen. Látva John Watsont ugyanazzal a pappal, akivel korábban találkozott, jó éjszakát kíván nekik, miközben elmegy mellettük.
Másnap reggel Holmes meglátogatja Adler otthonát Watsonnal és a Királlyal, hogy visszaszerezze a fényképet. Adler újdonsült férjével és a fényképpel együtt elment, hátrahagyva egy fényképet magáról, valamint egy Holmesnak írt levelet, amelyben elmagyarázza, hogyan látta át a trükköt, és megerősítette a gyanúját. A levélben kifejtik továbbá, hogy miután megfenyegette a királyt, megismerkedett új férjével, és elégedett vele, vagyis többé nem áll szándékában kompromittálni a királyt (bár a fényképet megtartja, hogy megvédje magát minden további lépéstől). Adlert csodálva a király megjegyzi, "kár, hogy nem volt az én szintem". Amikor a király jutalmat ajánl erőfeszítéseiért, Holmes elkéri az Adler által hátrahagyott fényképet. Watson megjegyzi, hogy Holmes ezt követően az íróasztalán tartja a fényképet, és hozzáadja Adler szuverén érmét az óraláncához. Watson azt is megjegyzi, hogy Holmes nem érez romantikus vagy bármilyen más vonzalmat Adler iránt, mégis nagy tiszteletben tartja őt, és később gyakran „a Nő” tiszteletteljes címmel emlegeti.
A novella kezdő bekezdésében Watson "a néhai Irene Adlernek" nevezi, ami arra utal, hogy elhunyt. Feltételezik azonban, hogy a „késői” szó valójában „volt”-ot jelenthet, és arra utal, hogy a nő megváltoztatta vezetéknevét, miután összeházasodott Godfrey Nortonnal. Doyle ugyanezt a „késői” szóhasználatot használja a „Szökés az internátusból”-ban, utalva a herceg korábbi kabinetminiszteri státuszára.
Az öt narancsmagban Holmes azt mondja, hogy "négyszer verték meg – háromszor férfiak és egyszer egy nő". Ha ez a nő Adler, akkor ez ellentmond a történetek idővonalának. A Botrány Csehországban 1888. március huszadikán játszódik; Az öt narancsmag viszont 1887-ben. Doyle történetei számos kisebb ellentmondást és tisztázatlan pontot tartalmaznak, beleértve Watson háborús sérülésének helyét, Watson hányszor házasodott meg, és James Moriarty professzor keresztnevét.

## Karakterforrások

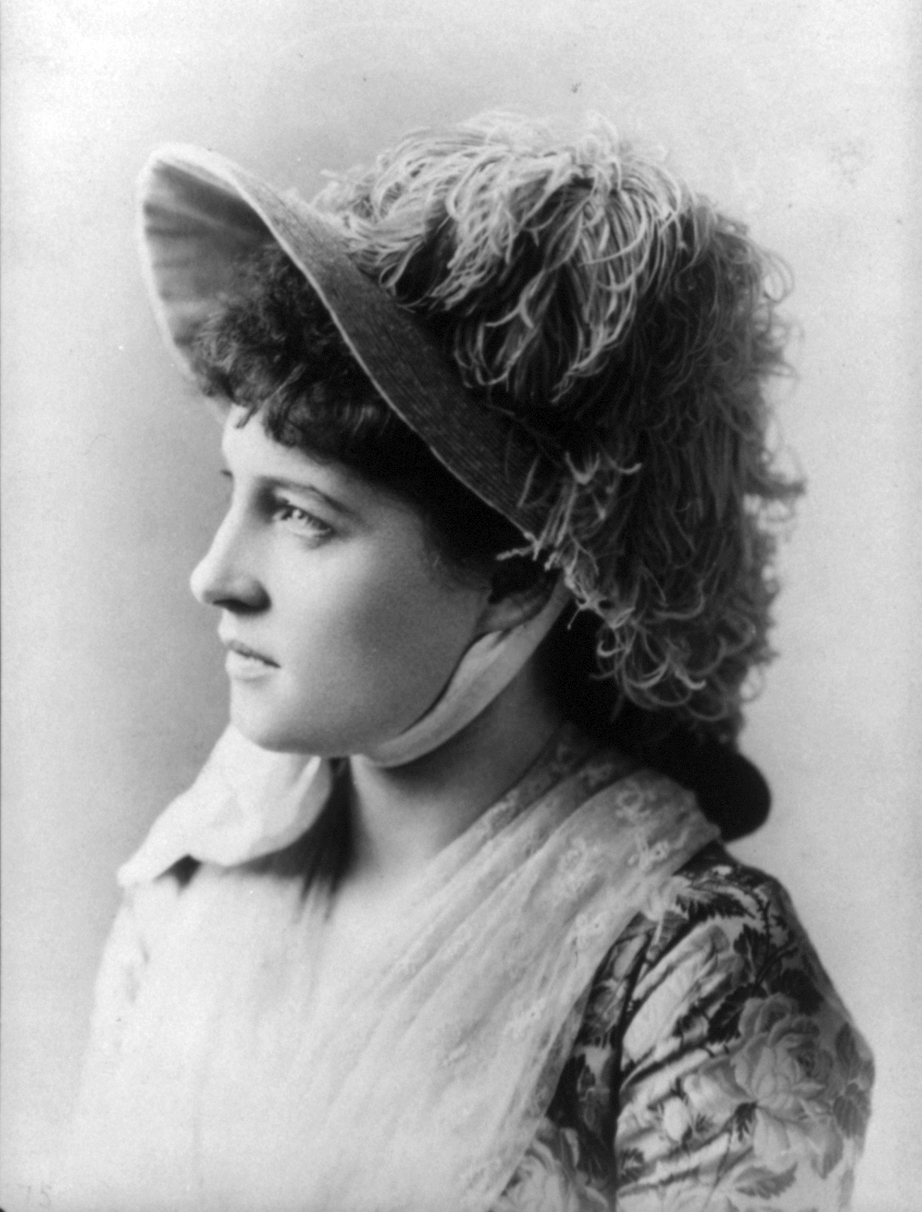
Lillie Langtry (1882 körül), Irene Adler egyik lehetséges modellje

Adler színházi előadói karrierjének, aki egy erős arisztokrata szeretője lesz, számos ihletője volt. Az egyik Lola Montez táncosnő, aki a bajor I. Ludwig szeretője lett, és hatással volt a nemzeti politikára. Montez-t több író javasolta Adler modelljének.
Egy másik lehetőség a színész, Lillie Langtry, Edward, a walesi herceg szeretője. Az 1957-ben írt Julian Wolff, a The Baker Street Irregulars irodalmi társaság tagja megjegyzi, hogy köztudott volt, hogy Langtry Jersey-ben született ("Jersey Lily"nek becézték emiatt), Adler pedig szintén New Jersey-ben született. Langtrynak később több más arisztokrata szeretője is volt és kapcsolatairól a sajtóban találgattak a Doyle történetének megjelenése előtti években. Egy másik lehetőség Ludmilla Stubel táncosnő, Johann Salvator osztrák főherceg állítólagos szeretője és későbbi felesége.

## Holmes kapcsolata Adlerrel
Adler kivívja Holmes határtalan csodálatát. Amikor a cseh király azt mondja: „Nem lett volna belőle csodálatos királynő? Nem kár, hogy nem volt az én szintem?" Holmes szárazon azt válaszolja, hogy Adler valóban más szinten áll, mint a király.
A Botrány Csehországban kezdete leírja azt a nagy tiszteletet, amellyel Holmes tartotta Irene Adlert:

„Ő volt számára az örök asszony. Mindig csak így emlegette: a Nő. Holmes szemében Irene
Adler testesítette meg a női ideált. No, ne gondolják, hogy beleszeretett volna, azt már nem!
Az érzelmek - különösképpen az effélék - távol álltak Holmes hűvös, racionális és irigylésre
méltón kiegyensúlyozott lényétől. [...]
Mindennek ellenére számára is létezett egy asszony.
Egyetlenegy: a kétes emlékű Irene Adler.”

Ezt az „emlékezetet” az Irene Adlerről készült fénykép tartja életben, amelyet szándékosan hagyott hátra, amikor új férjével együtt elrepült és magával vitte a kínos fényképet, amelyen őt a királlyal ábrázolták. Holmes ekkor kérte és kapta ezt a fényképet a királytól fizetségül az ügyben végzett munkájáért.
A mellékművekben gyakran használják ezt Holmes romantikus érdeklődésére, ami eltér Doyle történetétől, ahol csak az esze és a ravaszsága miatt csodálta. Sherlock Holmes kézikönyvében Christopher Redmond azt írja, hogy „a Canon kevés alapot ad a Holmes–Adler-kapcsolatról szóló szentimentális vagy kényes spekulációkhoz”.

## Név kiejtése
Irene Adler keresztnevének különböző kiejtését javasolták. A név hagyományos brit kiejtése "Eye-ree-nee", amelyet Adler keresztnevére használtak néhány adaptációban, beleértve a BBC 1989–1998-as rádiósorozatát. A név szokásos amerikai kiejtése, az "Eye-reen megfelelő lenne, mivel Adler állítólag New Jersey-ből származik. A modern brit szóhasználatban így is lehet ejteni. Ezt a kiejtést olyan televíziós adaptációkban használták, mint az Elementary és a Sherlock. Egy másik kiejtést, az "Ayr-ray-na"-t használták a granadai televíziós sorozatban. Ennek a kiejtésnek "kontinentális íze" van, amely megfelel Adler kontinentális európai operaénekesi karrierjének.

## Adaptációk

### Könyvek
William S. Baring-Gould által kitalált életrajzaiban, Sherlock Holmes a Baker Streetből (1962) és Nero Wolfe a West Thirtyfifth Streetből (1969) azt az érvet állítja elő, hogy Adler és Holmes újra találkoznak, miután az utóbbi feltehetően meghalt a Reichenbach-vízesésben. Inkognitóban lépnek fel együtt a színpadon, és szerelmesekké válnak. Baring-Gould szerint Holmesnak és Adlernek születik egy fia, Nero Wolfe, aki apja nyomdokaiba lépne nyomozóként dolgozik.
John Lescroart két, 1986-ban és 1987-ben megjelent regényében azt állítják, hogy Adlernek és Holmesnak volt egy fia, Auguste Lupa, és arra utalt, hogy később Nero Wolfe-ra változtatta a nevét.
A Carole Nelson Douglas (1990–2004) által írt rejtélyes regények sorozatában Irene Adler a főszereplő és a rabló, aki röviddel azelőtt (a Good Night, Mr. Holmes című regényben) és Sherlock Holmesszal való nevezetes találkozása utáni életét mutatja be. Holmes mellékszereplő. Douglas Irene élete azon szakaszát mutatja be, ahol gyermek vaudeville-előadóművésznek, majd operaénekesnek képezték ki, mielőtt Pinkerton nyomozóként dolgozott. A könyvekben Douglas határozottan arra utal, hogy Irene anyja Lola Montez volt, apja pedig valószínűleg a bajor Ludwig I. uralkodó A sorozatban Godfrey Norton Irene támogató férjeként szerepel; Penelope "Nell" Huxleigh, a vikárius lánya és egykori nevelőnő, Irene legjobb barátja és életrajzírója; és Nell szerelme Quentin Stanhope. Többek között olyan történelmi szereplők is felbukkannak, mint Oscar Wilde, Bram Stoker, Alva Vanderbilt és Consuelo Vanderbilt, valamint Nellie Bly újságíró.
Irene Adler operaénekesként jelenik meg az 1993-as The Canary Trainer című pasztiche-ben, ahol Holmes hároméves „halála” során találkozik, miközben hegedűsként dolgozik a párizsi operaházban, és megkéri őt, hogy segítsen megvédeni barátját és nem hivatalos pártfogoltját, Christine Daaét az „Opera Ghost”-ból.
Laurie R. King 2009-es, A méhek nyelve című regényében az szerepel, hogy Irene Adler elhunyt, amikor a könyv játszódik, és egyszer viszonya volt Sherlock Holmesszal. A történetből kiderül, hogy fia született, Damian Adler, aki most „The Addler” néven ismert művész.
A Marvel Comics karaktere, Destiny (Irene Adler), aki egy prekognitív képességekkel rendelkező mutáns. Destiny kapcsolatát Sherlock Holmes történetekkel régóta ugratták szerelme, Mystique tanácsadó nyomozói múltja révén, mivel mindkét nő a 19. század végén tevékenykedett. Kieron Gillentől a Halhatatlan X-Men #8 (2022) kifejezetten kanonizálta a kapcsolatot, bemutatva Holmest Mystique és Destiny társaként használt identitásként.

### Manga
A 2016-os Moriarty, a Hazafias mangasorozatban Irene Adler (アイリーンアドラー; Hepburn: Airīn'adorā)  szakértő keresztöltöztetőként és kémként szerepel, aki Csehország királyának adja ki magát, hogy becsapja Sherlock Holmes-t és Johnt, mivel úgy akar náluk élni, hogy ne kelljen fizetnie. Később a Moriarty fivérek segítenek neki eljátszani a halálát, hogy elkerülje a merényletet, és James Bonde (ジェームズ・ボンド; Hepburn: Jēmuzu Bondo)  álcája alatt Mycroft Holmesnak és a brit kormánynak kezd dolgozni.
Az 1946-os Dressed to Kill című filmben Adlert már a film elején megemlítik, amikor Holmes és Watson megvitatják a Botrány Csehországban eseményeit.
Rachel McAdams alakítja a 2009-es Sherlock Holmes című filmben. Ebben a filmben ő egy végzetes nő. A képzett hivatásos tolvaj, aki elvált Godfrey Nortontól, és Holmes segítségére van szüksége egy ügyben. Közte és Holmes között mély és kölcsönös egymás iránti rajongást ábrázolnak, még akkor is, amikor Moriarty professzor alkalmazza.
McAdams megismételte a szerepet a 2011-es Sherlock Holmes: A Game of Shadows című folytatásban, amelyben Moriarty megmérgezi és (látszólag) megöli őt, mivel úgy ítéli meg, hogy helyzetét a Holmes iránti szerelme veszélyezteti. Moriarty kigúnyolja Holmes-t Adler meggyilkolása miatt, Holmes pedig bosszút esküszik, ami a Reichenbach-vízesésnél végbement csatájukhoz vezet.

### Rádió
Margaret Ward adta Irene Adler hangját a „Botrány Csehországban” című novella rádiódramatizálásában. A karaktert Gudrun Ure alakította ugyanennek a történetnek egy 1966-os rádiódramatizálásában. Mindkét rádiódrámát a BBC Light Program sugározta. 1977-ben Marian Seldes játszotta Irene Adlert a CBS Radio Mystery Theatre rádióadaptációjában, a "Botrány Csehországban" című filmben.
Sarah Badel Irene Adlert alakította a BBC Radio 4 1990. november 7-i "Botrány Csehországban" című adásában, Clive Merrison Holmesjával szemben. Ellen McLain alakította Irene Adlert az Imagination Theatre rádiódramatizálásában „Botrány Csehországban” című filmben, amelyet 2012. június 17-én adtak le

### Színpad
Irene Adlert Inga Swenson alakította a Broadway musicalben, a Baker Street-ben, amelyben Fritz Weaver is szerepelt Sherlock Holmes szerepében. Az eredeti szereplőalbum jegyzetei szerint a történet széles körben felhasználja a "Botrány Csehországban " című történetet. A darabot 1965. február 16-án mutatták be a New York-i Broadway Theatre-ben, és 313 alkalommal adták elő. A műsor forgatókönyvét Jerome Coopersmith, a zenét és a szöveget pedig Marian Grudeff és Raymond Jessel írta; a produkciót Harold Prince rendezte.

### Televíziós sorozat
Irene Adlert Olga Edwardes alakította az 1951-es Sherlock Holmes tévésorozat A Bohémiában című epizódjában.
A Granada Television 1984-es  Sherlock Holmes kalandjai című sorozatában Jeremy Brett főszereplésével az első epizódban (Botrány Csehországban) Adlert Gayle Hunnicutt alakítja.
A Botrány Belgraviában című filmben, a BBC Sherlock 2012-es második sorozatának első epizódjában Irene-t Lara Pulver alakította Benedict Cumberbatch mellett, aki Holmes szerepét játszotta. Eredetileg a nála lévő terhelő fotókat keresik, amelyek a közte és a királyi család egyik nőtagja közötti kapcsolatról készültek, valamint számos más, egy jelszóval védett telefonban tárolt, terhelő dokumentumot. Irene Adlernek ez a változata sok szempontból ellentéte Doyle eredeti meséjének: ebben a változatban nem amerikai, hanem angol; míg az eredetit ártatlanul vádolták meg azzal, hogy kurtizán, ebben a történetben egy ismert domina, aki csúcsminőségű ügyfeleket szolgál ki. Noha úgy tűnik erősen vonzódik Sherlockhoz, melegnek vallja magát, és később kiderül, hogy vonzódása csak csel. Leginkább abban tér el az eredetitől, hogy nem sikerül Sherlock-ra jó benyomást keltenie és a kegyeibe kerülnie. Az epizód végén azt feltételezik, hogy azok ölték meg, akiket nem közölt az információval, de Sherlock titokban megmentette. Sherlock képzeletének szüleményeként feltűnik a „The Sign of Three” epizódban, és kártyát küld Sherlocknak, amikor lelőtték az „Utolsó fogadalma” című filmben (csak a törölt jelenetekben látható). A "The Lying Detective"-ben Holmes olyan szöveget kap, amelyet a szöveges figyelmeztetés alapján John úgy azonosít, hogy Irene-től érkezett. Sherlock elismeri, hogy Irene él, de kijelenti, hogy nem ír vissza. John ezt javasolja neki, és később Sherlock bevallja, hogy valójában válaszolt a lány leveleire.
A CBS Elementary című sorozatában Adler kezdetben egy láthatatlan karakter az első évadban, akit a Flight Risk (2012) című filmben említenek először Holmes egykori szerelmeként. Később elmagyarázzák, hogy nyilvánvalóan egy sorozatgyilkos ölte meg, akit Holmes "M" néven ismer, egy olyan esemény miatt, amelynél Sherlock heroinfüggőségébe süllyedt. Az "M"-ben Sherlock szembeszáll M-vel, akiről kiderül, hogy Sebastian Moran, és aki elárulja, hogy Irene-t nem ő ölte meg, hanem a munkaadója: Moriarty. A Risk Managementban kiderül, hogy Irene egy Londonban élő amerikai műrestaurátor volt. Holmes rájön, hogy Irene életben van, Moriarty fogva tartja egy romos házban. Irene megmentése után Holmes egy utolsó cselekményfordulattal szembesül a The Womanban és a Heroine-ban: Irene Adler az ő valódi ellensége, Jamie Moriarty (nemet cseréltek irodalmi megfelelőjétől). Moriarty azért hozta létre az Irene identitást, hogy elcsábítsa Holmes-t, majd saját halálát színlelte, hogy elvonja a figyelmét a bűnözői tevékenységének felderítéséről. Natalie Dormer alakította Adler/Moriartyt az évad utolsó három epizódjában.
A 2013-as Sherlock Holmes című orosz drámában Irene Adler főszerepet játszik a sorozatban, és Lyanka Gryu alakítja.
A 2014-es japán bábszínházi televíziós műsorban, a Sherlock Holmesban, amelyet az NHK (日本放送協会, Nippon Hōsō Kyōkai, Japan Broadcasting Corporation) sugároz, Irene Adler egy kitalált Beeton School bentlakásos iskola ápolónője. Eleinte viszonya van Ormstein igazgatóval, de felveszi a kapcsolatot egy másik férfival, Godfrey Nortonnal, aki művészetet tanít, és átlátja Holmes és Watson cselekményét a The Adventure of the Headmaster with Trouble (Botrány Csehországban) című filmben. A hangját Rie Miyazawa adja.
Irene Adler feltűnik a Case File nº221: Kabukicho (2019–2020) című eredeti anime televíziós sorozatban, melynek hangja Maaya Sakamoto. A Moriarty, a Hazafias című anime televíziós sorozatban Adler hangját Yōko Hikasa adja, aki James Bonde férfi öltönyét ölti magára, hogy kémként dolgozzon.
Az 1976-os Sherlock Holmes New Yorkban című filmben Adler (Charlotte Rampling) segít Holmesnak és Watsonnak megoldani a Holmes ellensége, Moriarty professzor által szervezett bankrablást, miután fiát túszul ejti, hogy megakadályozza Holmes nyomozását az ügyben. Holmes és Watson később megmentik a fiút, Holmes és Adler utolsó beszélgetése során az ügy végén arra utal, hogy Holmes valójában a fiú apja. Irene Adler ebben a változatban nem operaénekesnő, hanem színésznő.
Irene Adler szerepel a szovjet rendező, Igor Maszlenyikov ötrészes filmsorozatában, a Sherlock Holmes és Dr. Watson kalandjaiban. Feltűnik a negyedik részben, Az Agra kincsei (1983) című filmben, A Négyek jele (fő történet) és A Bohémiában (visszatekintés) alapján készült. Ebben Holmes és Watson az új információkra várva a jelenlegi helyzetéről visszaemlékezik a találkozásukra Irene Adlerrel (Larisa Solovyova alakítja).
Az 1984-es tévéfilmben, A halál maszkjaiban (The Masks of Death) az özvegy Irene Adler, akit Anne Baxter alakított, Udo Von Felseck gróf (Anton Diffring) házának vendége, ahol Holmes (Peter Cushing) és Watson (John Mills) egy látogató herceg feltételezett eltűnését vizsgálják. Bár Holmes kezdetben gyanúsítottként tekint rá, bizonyítja ártatlanságát, és szövetségessé válik.
Az 1991-es Sherlock Holmes és a Leading Lady című televíziós filmben Irene Adler (Morgan Fairchild) újra találkozik az idősödő Holmesszal (Christopher Lee), amikor bécsi fellépése közben gyilkosság történik. Holmes és Adler, akiknek kacér kapcsolata Sherlockkal hasonlít a New York-i ábrázolásban szereplő Sherlock Holmeshoz, röviden utalnak a múltbeli összetűzésekre, köztük egy meglehetősen zavaros esetre, amikor Adler fiatal fiút játszott, hogy előhozzon valamit Holmes széfjében. Adler azt is elmagyarázza, hogy több évig volt házas (Holmes utoljára a film előtti esküvőn látta), de férje két évvel a film eseményei előtt betegségben halt meg.
Liliana Komorowska lengyel operaénekesként alakította Adlert a The Hallmark Channel 2001-es The Royal Botrány című tévéfilmjében, Matt Frewer Holmesjával szemben.
A BBC televízió 2007-es Sherlock Holmes és a Baker Street irregulars című produkciójában Irene Adler (akit Anna Chancellor alakít) a darab fő gonosztevője és Sherlock Holmes egyik ősellensége, nem pedig potenciális szerelme.

### Nem kapcsolódó tévésorozatok epizódjai
A PBS Kids Wishbone című műsorának egyik epizódjában Sally Nystuen Vahle színésznő alakítja Irene Adlert a Botrány Csehországban adaptációjában, melynek címe A Dogged Espose (1995).
A Doktor House című televíziós sorozatban James Wilson egy Irene Adler nevű páciensről mesél, akinek Gregory House a megszállottja volt, és beleszeretett a 2008-as Joy to the World epizódban.
A The 10 Li'l Grifters Job (2011) című filmben, a Leverage 4. évadának 2. epizódjában, Sophie karaktere Irene Adlert alakítja a Gyilkosság rejtélyes maszkabáljában.
A The Flash „Aranyarcú” (2019) című ötödik epizódjában Sherloque Wells nyomozó találkozik Renee Adlerrel (akit Kimberly Williams-Paisley alakít), aki öt exfelesége Föld-1-es párja. Később kiderült, hogy metahumán, lehetséges telekinetikus képességekkel; Ezt látva Sherloque megfogadja, hogy megvédi őt a metahumán-sorozatgyilkos Kabócától. Az epizód során Sherloque négy volt feleségével is találkozik, akik mindegyike Adler változata. Most, hogy tudják, melyik Földön tartózkodik, követelik, hogy egy hónapon belül fizessék ki a tartásdíjukat, különben egy multiverzumban utazó fejvadász jön, és beszedi a kifizetéseket.

## Irene Adlert alakító színésznők

### Rádió
| Név           | Cím                                                 | Év   | Hálózat     |
| ------------- | --------------------------------------------------- | ---- | ----------- |
| Marian Seldes | CBS Radio Mystery Theatre – "Botrány Csehországban" | 1977 | CBS rádió   |
| Sarah Badel   | Sherlock Holmes kalandjai – "Botrány Bohémiában"    | 1990 | BBC Radio 4 |

### Színpadi darabok
| Név          | Cím          | Év   | Típus              |
| ------------ | ------------ | ---- | ------------------ |
| Inga Swenson | Baker Street | 1965 | Musical (Broadway) |

### TV és DTV filmek
| Név                | Cím                                             | Év   | Típus                      |
| ------------------ | ----------------------------------------------- | ---- | -------------------------- |
| Charlotte Rampling | Sherlock Holmes in New York                     | 1976 | Television film (American) |
| Anne Baxter        | The Masks of Death                              | 1984 | Television film (British)  |
| Morgan Fairchild   | Sherlock Holmes and the Leading Lady            | 1992 | Television film            |
| Liliana Komorowska | The Royal Scandal                               | 2001 | Television film (Canadian) |
| Anna Chancellor    | Sherlock Holmes and the Baker Street Irregulars | 2007 | Television film (British)  |

### Tv sorozatok
| Név              | Cím                                                                        | Év        | Ország     |
| ---------------- | -------------------------------------------------------------------------- | --------- | ---------- |
| Olga Edwardes    | Sherlock Holmes - "A Scandal in Bohemia"                                   | 1951      | (British)  |
| Larisa Solovyova | The Adventures of Sherlock Holmes and Dr. Watson - "The Treasures of Agra" | 1983      | (Russian)  |
| Gayle Hunnicutt  | The Adventures of Sherlock Holmes - "A Scandal in Bohemia"                 | 1984      | (British)  |
| Lara Pulver      | Sherlock - "A Scandal in Belgravia"                                        | 2012      | (British)  |
| Lara Pulver      | Sherlock - "The Sign of Three"                                             | 2014      | (British)  |
| Natalie Dormer   | Elementary                                                                 | 2013-2015 | (American) |
| Lyanka Gryu      | Sherlock Holmes                                                            | 2013      | (Russian)  |
| Rie Miyazawa     | Sherlock Holmes                                                            | 2014-2015 | (Japanese) |
| Maaya Sakamoto   | Case File nº221: Kabukicho                                                 | 2019      | (Japanese) |

### Színházi filmek
| Név            | Cím                                | Év   | Ország             |
| -------------- | ---------------------------------- | ---- | ------------------ |
| Rachel McAdams | Sherlock Holmes                    | 2009 | (British-American) |
| Rachel McAdams | Sherlock Holmes: A Game of Shadows | 2011 | (British-American) |

## Fordítás
Ez a szócikk részben vagy egészben  az   Irene Adler című angol Wikipédia-szócikk ezen változatának fordításán alapul.  Az eredeti cikk szerkesztőit annak laptörténete sorolja fel. Ez a jelzés csupán a megfogalmazás eredetét és a szerzői jogokat jelzi, nem szolgál a cikkben szereplő információk forrásmegjelöléseként.